# 布吉斯·梅迪斯
奥列弗·布吉斯·梅迪斯（英語：Oliver Burgess Meredith，1907年11月16日—1997年9月9日）是美国剧院、电影、电视界的演员、导演、制作人、剧本创作人。他在舞台上活跃了超过60个年头，被称作“骁勇善战的演员”、“本世纪最成功的演员之一”。他受邀加入演员工作室，并成为终身会员。他还赢得过若干次艾美奖，并且也是首个二度赢得土星奖最佳男配角的人，也曾被提名过两次奥斯卡金像奖。